# Салинас Грандес
Вижте пояснителната страница за други значения на Салинас.
Сали́нас Гра́ндес (на испански: Salinas Grandes) е солена пустиня (солончак) в северозападната част на Аржентина, разположена в тектонска падина на 170 m н.в. между масивите на Пампаските сиери – Сиера де Анкасти (на запад) и Сиерас де Кордоба (на изток).
Солената пустиня заема площ от около 6000 km². Дължината ѝ от север на юг е около 250 km, а ширината до 100 km. Образувана е на мястото на древно пресъхнало езеро. На територията на пустинята има големи залежи от натриев и калиев карбонат. През нея преминава участък от железопътната линия и шосето Сан Мигел де Тукуман – Кордоба.